# Чорнозеро
Чорнозеро — озеро на территории Повенецкого городского поселения Медвежьегорского района Республики Карелии.

## Общие сведения
Площадь озера — 1,6 км². Располагается на высоте 103,0 метров над уровнем моря.
Берега озера изрезанные, каменисто-песчаные, местами заболоченные.
Из залива на северо-восточной стороне озера вытекает ручей Чорень, впадающий в Маткозеро, через которое протекает Беломорско-Балтийский канал.
С севера от озера проходит лесная дорога, отходящая от дороги местного значения 86К-149 («Повенец — шлюзы N 7, 8, 9»).
Код объекта в государственном водном реестре — 02020001311102000006650.